# بيجرك
بيجرك (بالفارسية: بیجرک) هي قرية تقع في قسم تشناران الريفي (مقاطعة تشناران) في إيران. يقدر عدد سكانها بـ 43 نسمة وتتكون من 11 عائلة.